# Gulaphallus falcifer
Gulaphallus falcifer är en fiskart som beskrevs av Manacop, 1936. Gulaphallus falcifer ingår i släktet Gulaphallus och familjen Phallostethidae. Inga underarter finns listade i Catalogue of Life.